# Streptopetalum serratum
Streptopetalum serratum är en passionsblomsväxtart som beskrevs av Ferdinand von Hochstetter. Streptopetalum serratum ingår i släktet Streptopetalum och familjen passionsblomsväxter. Inga underarter finns listade i Catalogue of Life.